# Глатињи (Мозел)
Глатињи (фр. Glatigny) насеље је и општина у североисточној Француској у региону Лорена, у департману Мозел која припада префектури Мец Кампањ.
По подацима из 2011. године у општини је живело 272 становника, а густина насељености је износила 43,66 становника/km². Општина се простире на површини од 6,23 km². Налази се на средњој надморској висини од 200 метара (максималној 298 m, а минималној 215 m).

## Демографија
| 1962. | 1968. | 1975. | 1982. | 1990. | 1999. | 2011. |
| ----- | ----- | ----- | ----- | ----- | ----- | ----- |
| 85    | 89    | 94    | 195   | 220   | 253   | 272   |

График промене броја становника у току последњих година